# Villa Nougués
Villa Nougués es una localidad del Departamento Lules, en la provincia de Tucumán, Argentina. Ligada a San Javier por un camino de montaña, esta villa está situada a 45 km de San Miguel de Tucumán, capital de la provincia, y a 1350 m s. n. m.
Sede de las tradicionales familias tucumanas, ubicado en una geografía rodeada de sol y de diversa biodiversidad verde, con clima mesotérmico todo el año. 
En 1904 el gobernador de Tucumán, Luis Francisco Nougués (el apellido Nougués resulta ser una variación del patronimo occitano Noguèrs)  fundó oficialmente una exclusiva villa de fin de semana, que llevaba su apellido como nombre. 
Se llega ascendiendo al cerro San Javier  por una zigzagueante carretera entre una selva de helechos, lianas, sauces llorones y árboles con el tallo recubierto de plantas trepadoras. En el camino, escondidas entre el follaje, renacen casonas de estilo europeo con techo a dos aguas muy bien cuidadas. Dada la altitud y el microclima paradisiáco, en Villa Nougués y su entorno se encuentran tanto especies de climas fríos como coníferas y de climas cálidos como palmeras.

## Historia
Esta típica ciudad de montaña está llena de historia, ya que allí se asentaron los Padres Jesuitas hasta 1767. A fines de siglo XIX Luis Francisco Nougués, acaudalado empresario azucarero y gobernador de la provincia de Tucumán decidió establecer su residencia en el paraje que luego pasó a ser denominado Villa Nougués por tres motivos: El excelente clima del lugar durante todo el año, la proximidad a la ciudad de Tucumán y los bellos paisajes de montañas, bosques y belvederes (hermosas vistas panorámicas). 
Le siguieron a Luis Nougués en edificar allí mansiones su hermano Juan Carlos y el filósofo Alberto Rougès, así como el fundador de la Universidad Nacional de Tucumán: el filósofo e historiador Juan B. Terán, además de personalidades. Desde los principios del siglo XX fue el lugar de veraneo por excelencia de las familias más ricas de Tucumán, en cuyas casas se celebraron recepciones en honor de ilustres visitantes a la Provincia, como el expresidente de los Estados Unidos, Theodore Roosevelt en 1913, o el Príncipe de Piamonte, Humberto de Saboya, luego convertido en el Rey Humberto II de Italia, en 1924.
Al ser fundada oficialmente la localidad en 1904 el criterio fue que parte de ella fuera dedicada a los empleados administrativos del ingenio azucarero San Pablo. En todo caso lo que primó fue la recreación arquitectónica de un pueblo del departamento francés del Alto Garona, lugar de procedencia de parte del linaje de los Nougués, tal pueblo es el de Boutx enclavado también en una región montañosa (los Pirineos), si bien Villa Nougués posee un clima más grato y por esto, a diferencia de la población europea, se encuentra adornada por gran cantidad de flores, inspirando a poetas y pintores. Ver Acuarela: Agapantos en Villa Nougués y poema: Villa Nougués.
Las primeras edificaciones importantes de la población fueron diseñadas por el arquitecto argentino de origen polaco Juan Hlawascek.
Debido al relieve, Villa Nougués resalta su pintoresquismo no sólo en los paisajes o en la arquitectura sino en los empinados caminos, las abundantes escalinatas entre parques o senderos con forma de tirabuzón.
Su iglesia data de 1918 y es frecuentada por los turistas que recorren la zona. 
Imponentes residencias veraniegas se levantan sobre las ondulaciones del terreno, en donde la vegetación subtropical alterna con los cuidados jardines de las casas, poblados de hortensias, agapantos, crataegus, violetas y gladiolos.

## Sismicidad
La sismicidad del área de Tucumán (centro norte de Argentina) es frecuente y de intensidad baja, y un silencio sísmico de terremotos medios cada 30 años.